# Sanitas Krankenversicherung
Die Sanitas Krankenversicherung mit Sitz in Zürich ist ein auf die Krankenversicherung spezialisierter Schweizer Versicherungskonzern. Die Unternehmensgruppe zählte am 1. Januar 2025 über 850'000 Versicherte und erzielte 2024 mit rund 980 Mitarbeitenden Prämieneinnahmen von 3,516 Milliarden Schweizer Franken. Damit finanzierte Sanitas Versicherungsleistungen in der Höhe von 3,198 Milliarden Schweizer Franken.

## Tätigkeitsgebiet
Die Gruppe verfügt über eine Holdingstruktur (Sanitas Management AG) und umfasst zwei operativ tätige Tochtergesellschaften, die auf den Gebieten der Grundversicherung (Sanitas Grundversicherungen AG) und der Zusatzversicherungen (Sanitas Privatversicherungen AG) tätig sind. Die Compact Grundversicherungen AG wurde Anfang 2022 in die Sanitas Grundversicherungen AG integriert. Die in der Rechtsform einer Stiftung organisierte Sanitas Krankenversicherung bildet die Dachgesellschaft.

## Geschichte
Sanitas wurde 1958 als Stiftung gegründet. In den 1960er Jahren eröffnete sie Niederlassungen in Bern, Basel und Lausanne, denen in den 1970er Jahren die Niederlassungen in Genf und Lugano folgten. In den 1980er Jahren setzte sich mit der Eröffnung der Niederlassungen in Luzern und St. Gallen das Wachstum fort. In den 1990er Jahren folgten weitere Eröffnungen in Aarau, Solothurn, Zürich, Horgen, Winterthur, Thun und Neuenburg.
Mit der 2006 erfolgten Übernahme der Wincare und des Einzelpersonenversicherungsportefeuilles von der Winterthur Group erfuhr Sanitas einen weiteren Wachstumsschub. Die Integration wurde im Frühling 2008 abgeschlossen. Gleichzeitig führte Sanitas ein neues Logo als Dachmarke für die gesamte Sanitas-Gruppe ein. Die Kunden von Sanitas und Wincare werden seit 2009 von sechs Service Centern aus einer Hand betreut (Aarau, Bern, Lausanne, Lugano, Winterthur, Zürich). Die Versicherungsgesellschaften von Sanitas und Wincare wurden per 1. Januar 2017 sowohl in der Grundversicherung als auch in der Zusatzversicherung zusammengelegt und unter dem Namen Sanitas weitergeführt.  Seit 1. Februar 2019 ist Andreas Schönenberger CEO von Sanitas.